# Gøril Kringen

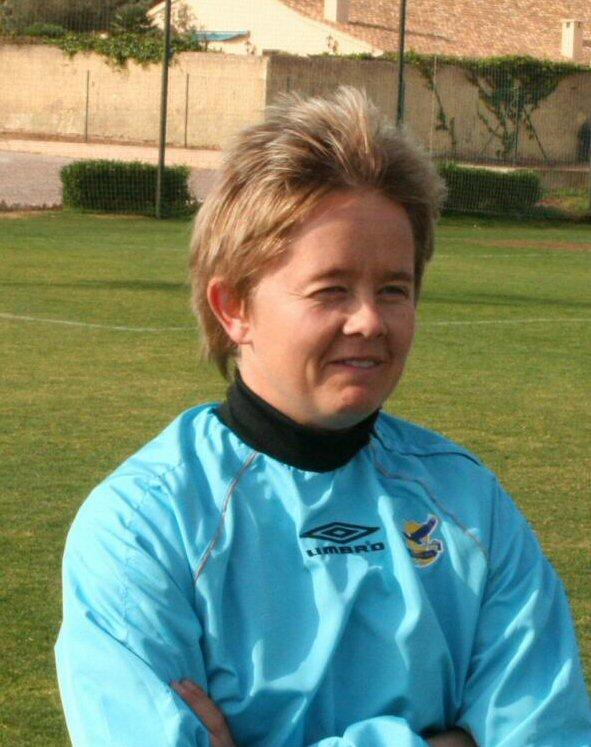
Gøril Kringen

Gøril Kringen, född den 28 januari 1972 i Trondheim, Norge, är en norsk fotbollsspelare. Vid fotbollsturneringen under OS 2000 i Sydney deltog hon i det norska lag som tog guld.